# Fort Robinson
Fort Robinson era un'installazione dell'Esercito degli Stati Uniti situata nel Nebraska, nei pressi della città di Crawford.
Il forte ricoprive un'area di 22.000 acri, circa 8900 ettari, divisa fra le contee di Dawes e Sioux.

## Storia

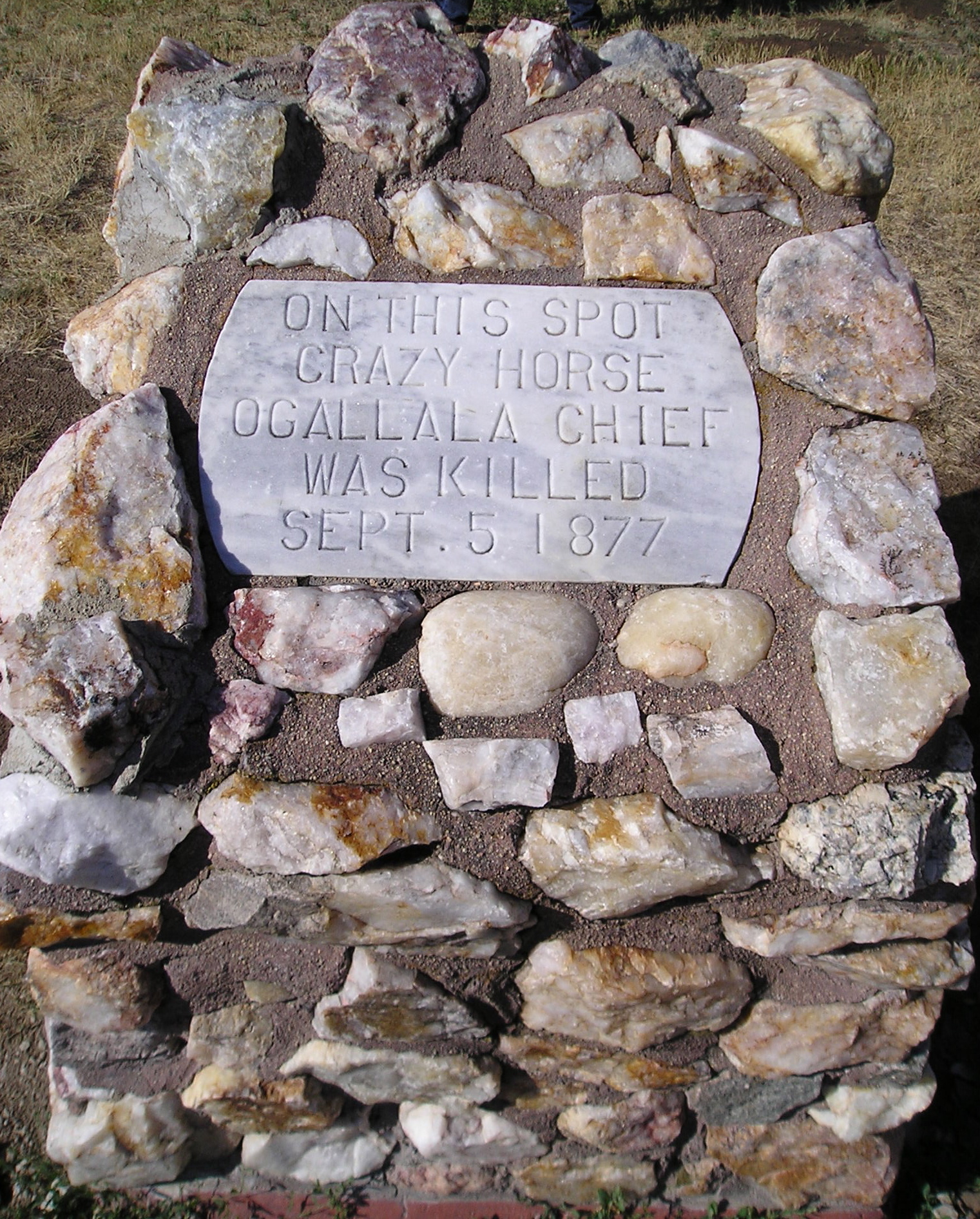
Placca sul sito dell'uccisione del capo indiano Cavallo Pazzo.

Nell'agosto del 1873, l'agenzia indiana  Red Cloud Agency, dedicata a gestire i rapporti con le tribù native indiane locali, venne spostata dal fiume North Platte verso il White River, non lontano dall'attuale Crawford. Nel marzo dell'anno successivo il governo statunitense autorizzò anche la costituzione di un accampamento militare presso il sito dell'agenzia. Circa 13 000 persone andarono ad insediarsi in loco.
Il campo venne chiamato Camp Robinson in onore del tenente Levi H. Robinson, ucciso dagli indiani nel febbraio di quell'anno. A maggio, l'accampamento militare venne spostato a 1,5 km ad ovest e venne rinominato Fort Robinson nel gennaio del 1878.
Fort Robinson rimase base delle forze statunitensi giocando un ruolo importante nelle Guerre Sioux dal 1876 al 1890. La battaglia di Warbonnet Creek ebbe luogo nei pressi dell'accampamento nel luglio del 1876. Il capo indiano Cavallo Pazzo si arrese ai difensori del campo il 6 maggio 1877. Il 5 settembre di quell'anno venne ucciso al campo mentre cercava di opporre resistenza ai suoi carcerieri. Una placca commemorativa è posta oggi sul sito in suo ricordo.
Nel gennaio del 1879, dopo aver trascorso un inverno molto rigido e con pochi mezzi di sostentamento, i Cheyenne guidati da Stella del Mattino (in inglese Dull Knife) fuggirono dal campo poiché ritenevano che in quel luogo le condizioni fossero troppo avverse per poter sopravvivere. Questa campagna di tortura era una tattica per cercare di costringere gli indiani alla sottomissione. I soldati americani diedero la caccia ai fuggitivi e molti Cheyenne, per lo più donne e bambini, furono uccisi dalle truppe federali in quello che è tristemente noto come il massacro di Fort Robinson. La suprema corte degli Stati Uniti definì questo episodio come una "storia scioccante" e "una delle più melanconiche tragedie degli indiani". L'evento segnò la fine delle guerre Sioux e Cheyenne nel Nebraska.

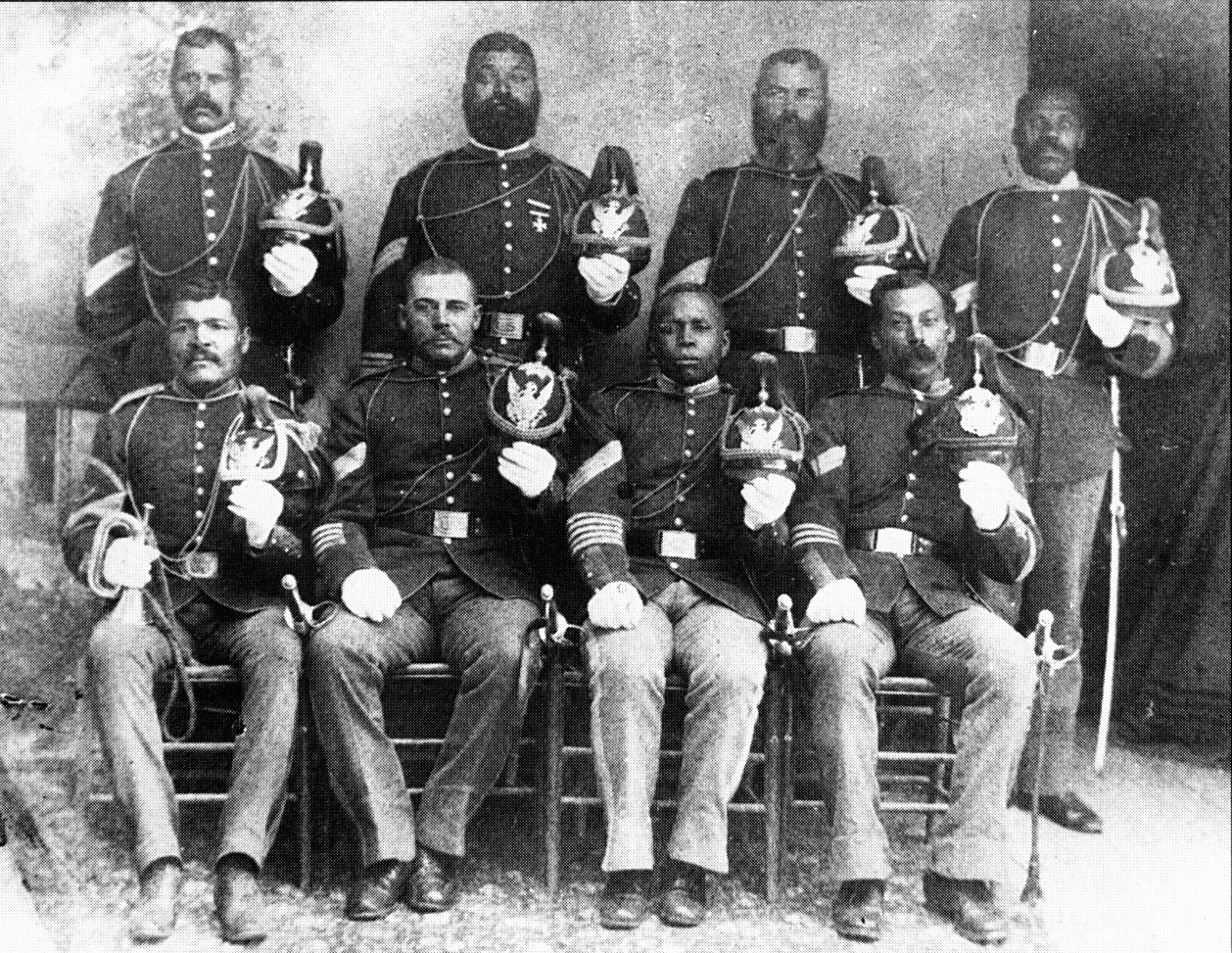
Alcuni membri del 9º reggimento di cavalleria a Fort Robinson nel 1889

Nel 1885 il 9º reggimento di cavalleria venne posto di stanza a Fort Robinson. Negli anni successivi, il forte venne ampliato e con esso crebbe anche l'attività militare. Dal 1889-1890, il sottotenente Charles Young prestò servizio prima di dare le proprie dimissioni. Ufficiale di colore dei pionieri, diplomatosi a West Point, fu l'unico a raggiungere il grado di colonnello dopo la fine della schiavitù negli Stati Uniti. Dal 1887 al 1898, il forte servì da quartier generale reggimentale e vi vennero costruiti un ginnasio e un teatro nel 1904.
Nel 1919, alla fine della prima guerra mondiale, Fort Robinson divenne il più grande deposito dell'U.S. Army Remount Service e venne utilizzato come centro di allenamento e allevamento di cavalli e muli ad uso militare. Durante la grande depressione, un hobo venne trovato morto nei pressi del forte. Nel corso della seconda guerra mondiale il forte divenne un sito di allevamento ed allenamento di cani poliziotto nonché un campo di prigionia per nazisti catturati in Europa.
L'esercito statunitense decise di abbandonare Fort Robinson nel 1947; l'anno successivo venne trasferito in proprietà all'United States Department of Agriculture (USDA) e venne utilizzato come stazione di ricerca per l'allevamento di mucche. Dopo la demolizione di alcune strutture a metà degli anni '50 del Novecento, venne preservato come sito storico. Nel 1955 la società storica dello stato del Nebraska acquisì la proprietà del forte; nel 1956 vi aprì un museo. La USDA chiuse nel 1971 ogni sua attività in loco e la proprietà passò interamente allo stato del Nebraska.
Nel 1956 venne inaugurato il Fort Robinson State Park, espanso ulteriormente nel 1964 e nel 1972 con l'acquisizione del James Arthur Ranch.